# Avoca (řeka)
Avoca (angl. River Avoca, Ir. Abhainn Abhóca, historický název Ovoca) je řeka ve východním Irsku. Vzniká soutokem dvou zdrojnic: Avonmore a Avonbeg. Nejvýznamnějším přítokem je Aughrim, který se do Avocy vlévá zprava.
Avonmore a Avonbeg se slévají na místě zvaném The Meeting of the Rivers v údolí Avoca Valley v pohoří Wicklow Mountains. Na horním toku teče jihovýchodním směrem, na středním toku protéká obcemi Avoca a Woodenbridge, stáčí se severojižním směrem, následně na dolním toku opět na jihovýchod a teče přes Arklow, kde se estuárem vlévá do Irského moře. Protéká územím hrabství Wicklow.